# バルトロメーオ・コッレオーニ

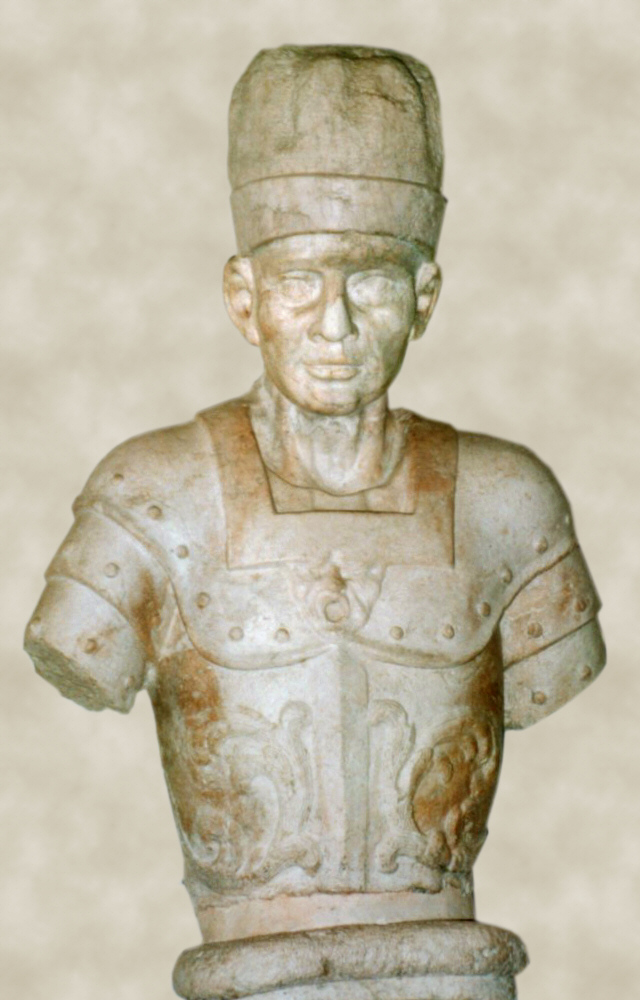
バルトロメオ・コレオーニ

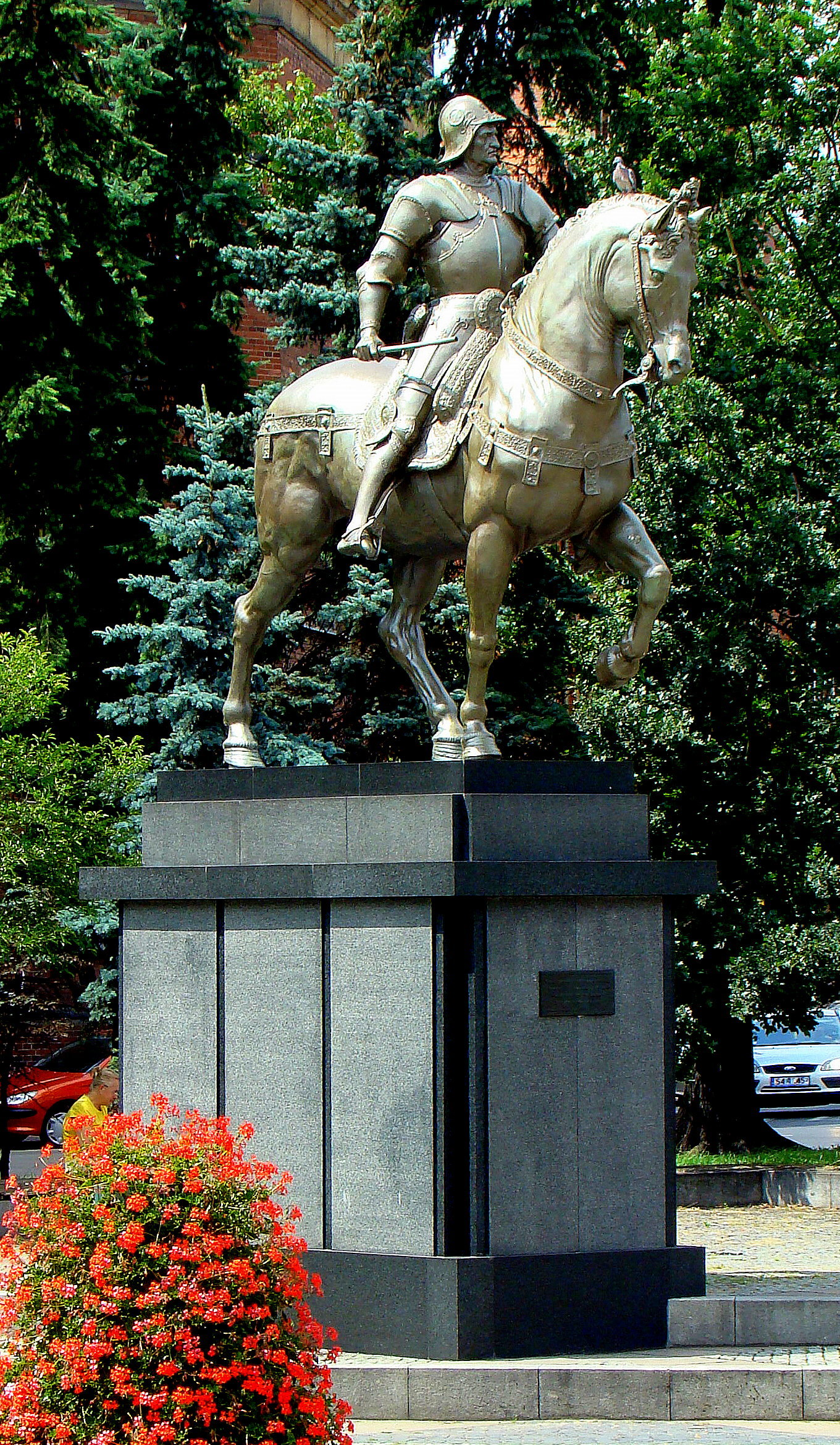
シュチェチン、ポーランドの記念碑

バルトロメーオ・コッレオーニ （Bartolomeo Colleoni, 1395年から1400年頃ソルツァ - 1475年11月2日カヴェルナーゴ）は、15世紀イタリアのコンドッティエーレ（傭兵隊長）である。
バルトロメーオ・コッレオーニはヴェネツィア共和国の傭兵隊長であり、ベルガモの領主でもあった。ミラノ公国にも雇われていたことがあるが、ヴェネツィアへ多大な貢献をした。
ベルガモのコッレオーニ礼拝堂に墓所がある。

## 騎馬像

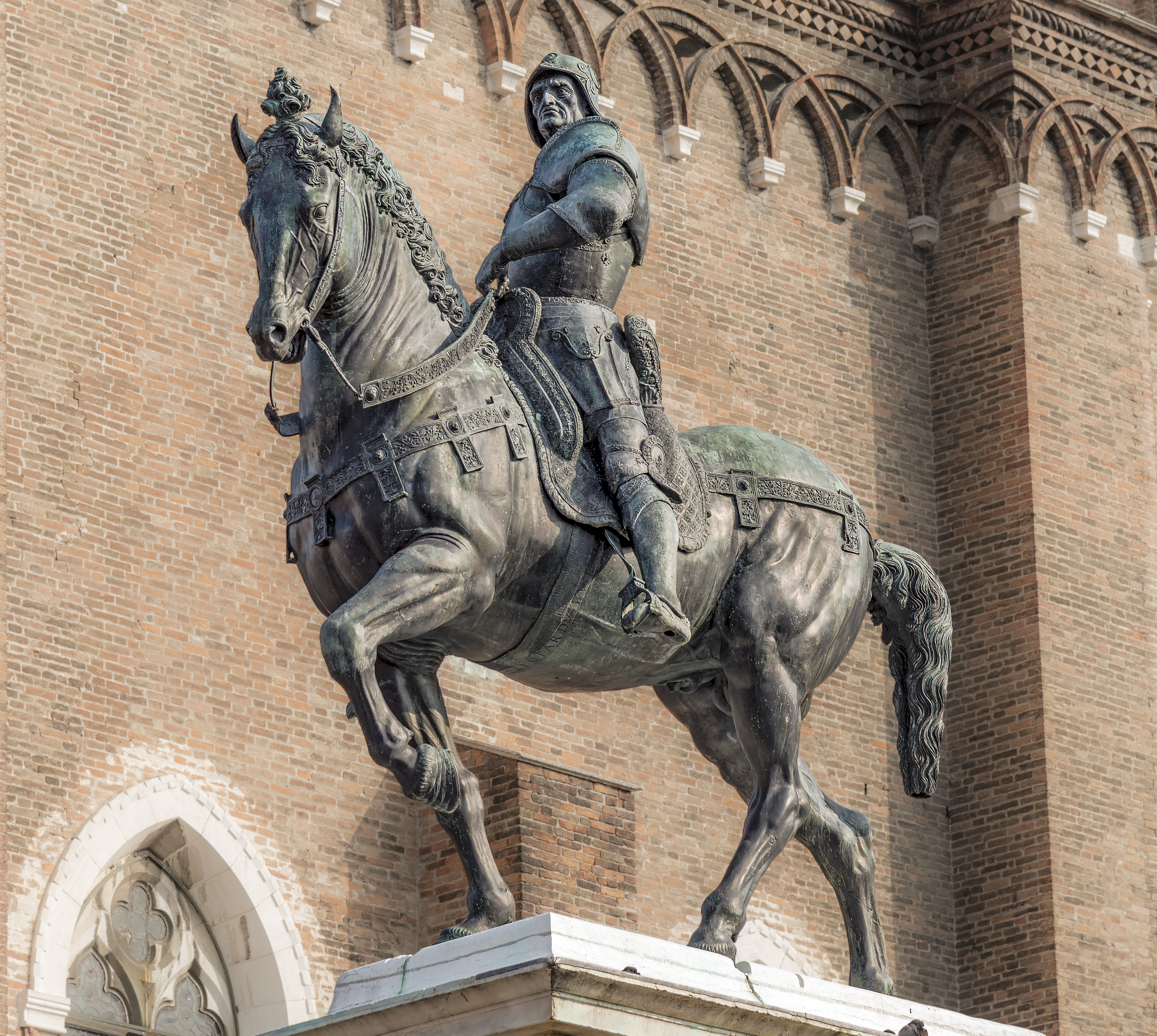
ヴェロッキオによる騎馬像

彼は遺書によって、対トルコ戦の費用として10万ドゥカーティを寄贈する代わりに、自身の像をサン・マルコ広場に建てるよう政府に要求した。しかし、共和国制度を採用するヴェネツィアにとって個人の記念像を都市の中心広場に置くことはとても許容できなかったため、結局サン・ジョヴァンニ・エ・パオロ教会前の広場に建てられることとなった。
遺書による要請を受けて、1479年7月30日にヴェネツィア政府はブロンズ騎馬像の建立を正式に決定し、ヴェロッキオや、ドナテッロの弟子であったバルトロメオ・ベッラーノやヴェネツィアの芸術家であったアレッサンドロ・レオパルディに試作を制作するよう命じた。それに応えてヴェロッキオは、1481年に馬の原寸大試作をヴェネツィアへ送り、1483年に2頭目の馬の蝋製試作を送った。この時点でヴェロッキオへの制作委託が決定した。
ヴェロッキオはそれまで工房を構えていたフィレンツェから、騎馬像制作の為ヴェネチアに移住し、1486年頃より本格的な制作を始めたが、鋳造の途中で急病に倒れ、1488年に騎馬像を完成させることなく亡くなってしまった。死の5日前にヴェロッキオが認めた遺書により、騎馬像の鋳造はロレンツォ・ディ・クレディに託されたが、結局騎馬像発注の際試作を要請された、ヴェネツィアの芸術家であるアレッサンドロ・レオパルディによって完成され、1496年3月にサン・ジョヴァンニ・エ・パオロ教会の広場に設置された。
5年後にかつてヴェロッキオの弟子であったレオナルド・ダ・ヴィンチもコレオーニ騎馬像の2倍の大きさの「フランチェスコ・スフォルツァ騎馬像」の原型を完成させたが、戦争の為材料がなくなり、原型も兵士によって破壊されてしまった現在では、芸術的にも技術的にも、バルトロメーオ・コッレオーニ騎馬像を15世紀彫刻史の1つの頂点を示す記念碑的作品と見做すことができる。